# Flakpanzer IV Wirbelwind
A Flakpanzer IV „Wirbelwind” (magyarul Forgószél) egy önjáró légvédelmi löveg volt, ami a Panzer IV alvázán alapult. 1944-ben fejlesztették ki az elavult Möbelwagen lecserélésére.
A háború első éveiben a Wehrmacht nem volt érdekelt önjáró légvédelmi lövegek fejlesztésében, de a szövetségesek erősödő légi fölénye nyomán egy mobilisabb, jobban felszerelt önjáró légvédelmi ágyú iránti szükséglet növekedett.
A Panzer IV lövegtornyát eltávolították és egy nyitott tetejű, kilencszögletűvel helyettesítették, amibe egy négycsövű, 20 mm-es Flakvierling 38 L/112.5-ös légvédelmi löveget helyeztek. Egy zárt tetejű konstrukció előnyösebb lett volna, de ez nem volt lehetséges a lövegek nagy füstképzése miatt. A harcjármű gyártását az Ostbau Werke végezte.
Mivel a 20 mm-es lövedékek kevésbé voltak hatásosak a repülőgépek ellen, mint a 37 mm-es lövedékek, végül a Wirbelwindet leváltotta az Ostwind, ami egy egycsövű, 37 mm-es FlaK 43-as löveggel volt felszerelve.
A páncél és a négycsövű ágyú tűzgyorsasága által a Wirbelwind igen hatásos volt a gyalogság ellen. Egyetlen Wirbelwind képes volt nagyszámú gyalogost semlegesíteni.
Nagyjából 87-105 Wirbelwind készült a háború alatt, de ellentmondás volt az Ostbau Werke gyártási feljegyzései és a Wehrmacht szolgálati feljegyzései között, ezért tényleges számuk valószínűleg soha nem fog kiderülni.

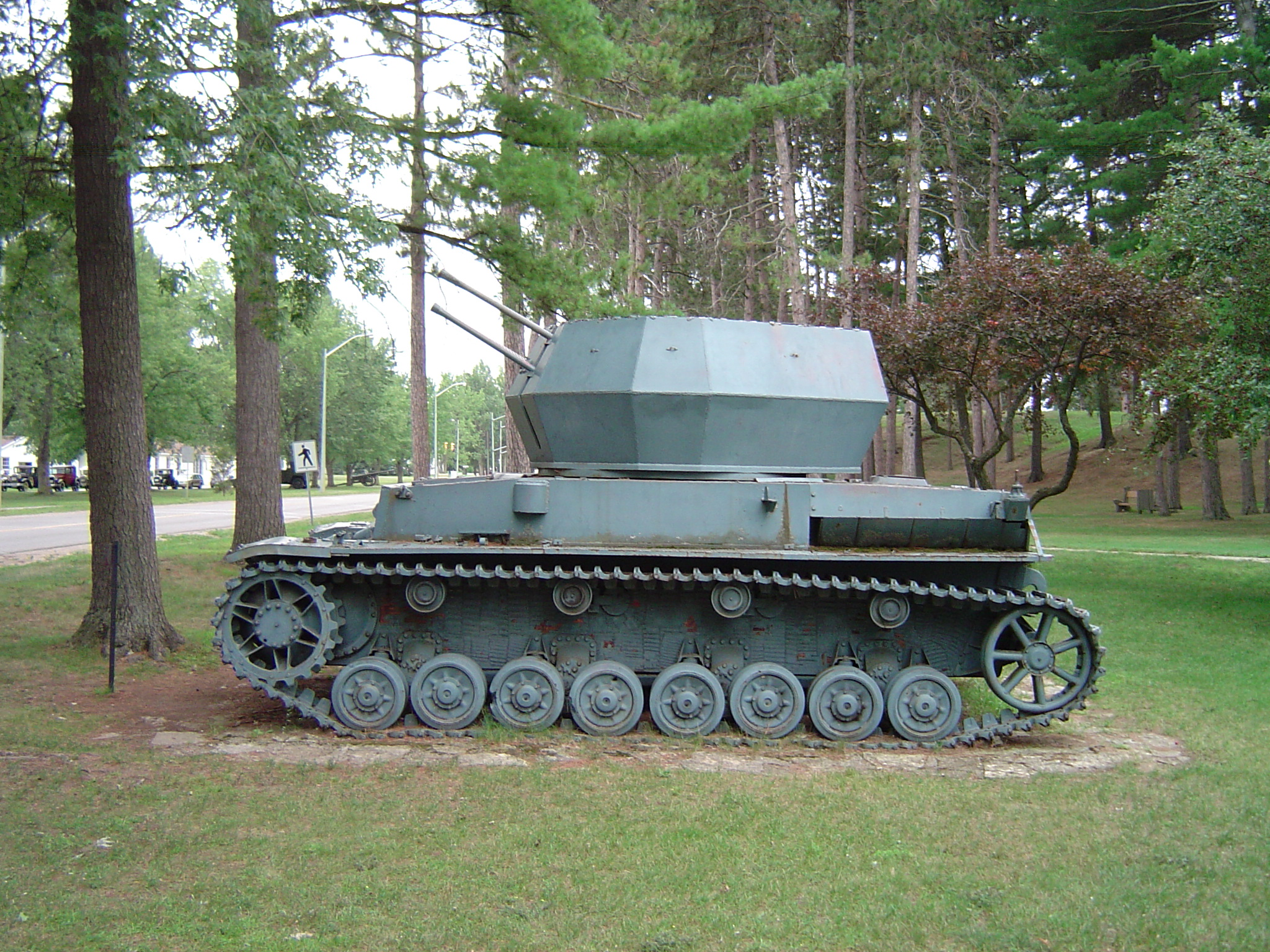
Wirbelwind a CFB Borden-ben

## Fordítás
- Ez a szócikk részben vagy egészben  a   Wirbelwind című angol Wikipédia-szócikk ezen változatának fordításán alapul.  Az eredeti cikk szerkesztőit annak laptörténete sorolja fel. Ez a jelzés csupán a megfogalmazás eredetét és a szerzői jogokat jelzi, nem szolgál a cikkben szereplő információk forrásmegjelöléseként.